# José de Yarza Echenique

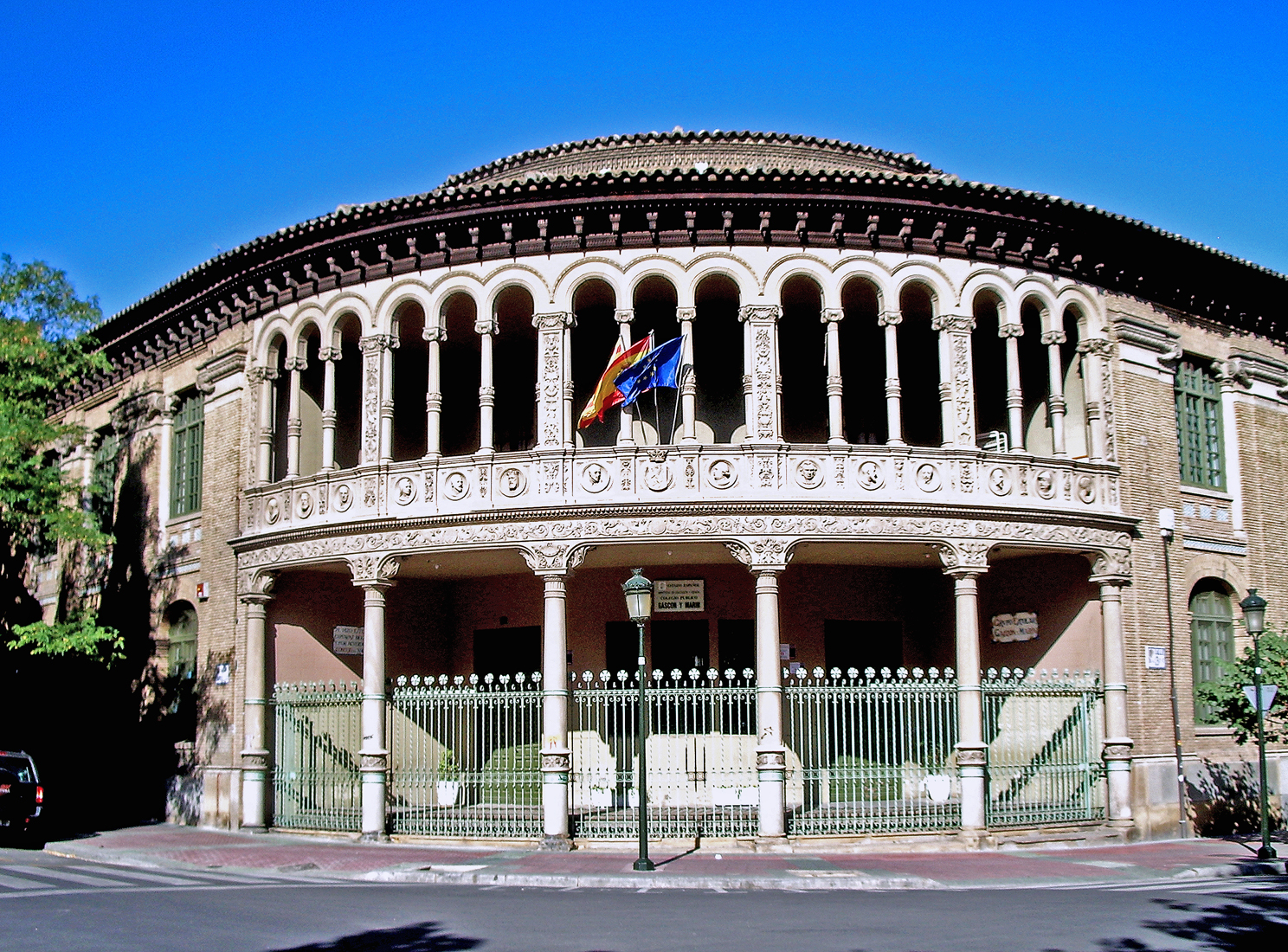
Grupo Escolar Gascón y Marín (1915-1919)

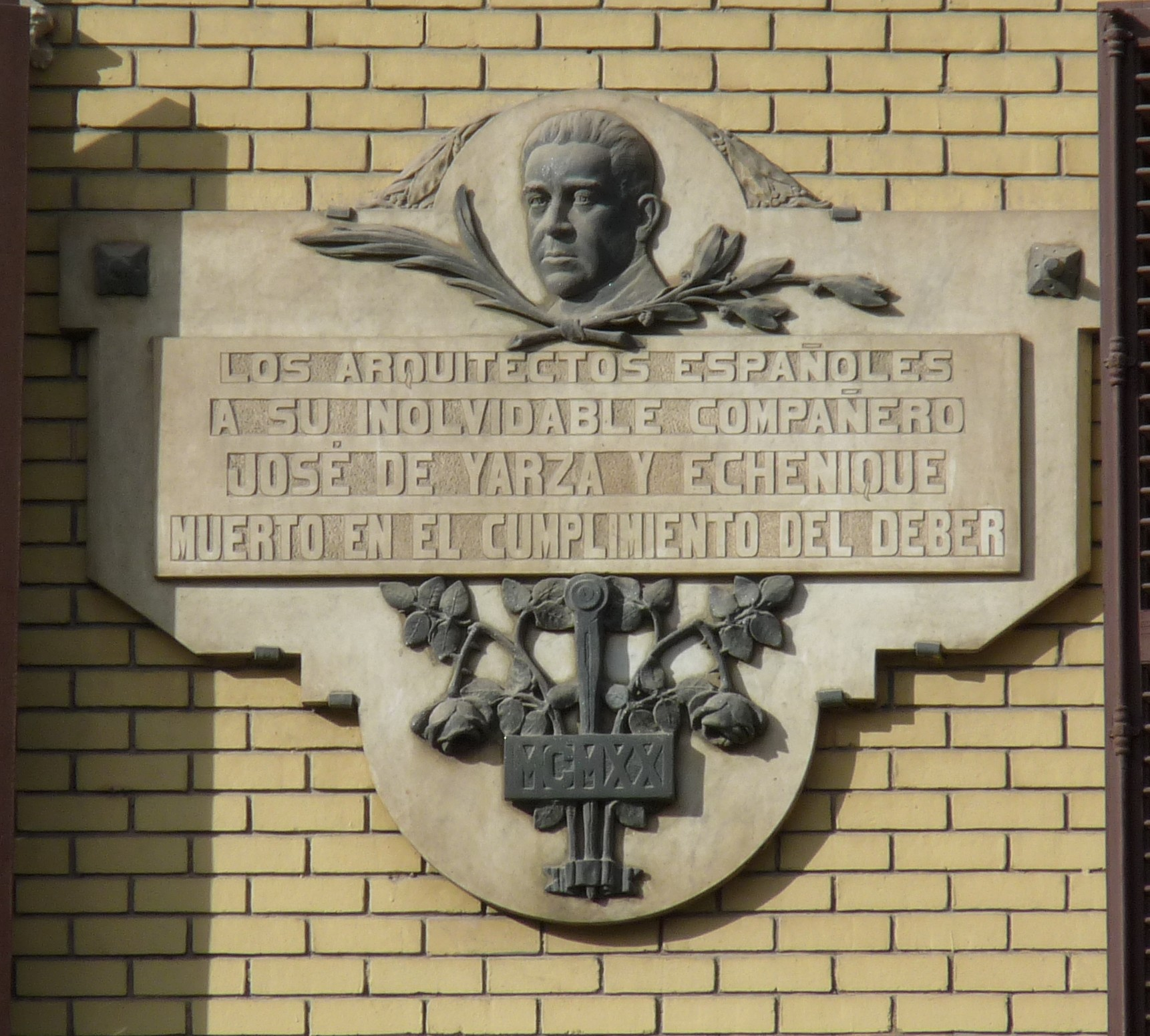
Placa dedicada a José de Yarza Echenique en el n.º 30 del Paseo de la Independencia de Zaragoza.

José de Yarza Echenique (Zaragoza, 1876 - 23 de agosto de 1920), fue un arquitecto español que desarrolló la mayor parte de su trabajo en la ciudad de Zaragoza, primero como arquitecto diocesano y desde 1911 como arquitecto municipal.

## Antecesores
La familia Yarza se afincó en Aragón a mediados del siglo XIII y desde mediados del siglo XVI sus miembros se dedicaron a la arquitectura como maestros de obra o arquitectos.
Juan de Yarza y Romero (1668-1763) fue Maestro de Obras de la Catedral del Salvador (La Seo) en Zaragoza.
José Julián de Yarza y Lafuente (1712-1785) fue autor de la portada de la Seo y la Iglesia de la Santa Cruz, quien colaboraría con Ventura Rodríguez en la construcción y decoración de la Basílica del Pilar.
Julián de Yarza y Zeballos (1718-1772) fue el autor de la Plaza de Toros de Zaragoza.
José de Yarza y Lafuente (1759-1833) construyó el Teatro Principal de Zaragoza, así como el convento e iglesia de la Trinitarias Descalzas y la renovación de la capilla de la parroquia del Pilar.
José de Yarza y Miñana (1801-1866) fue hijo del anterior, y el primero en obtener su título de arquitecto en Madrid en 1826. Reconstruyó la Iglesia de Nuestra Señora del Portillo y la Iglesia de las monjas de Santa Mónica de Zaragoza. También proyectó la reconstrucción del Real Monasterio de Santa Engracia y del Convento de Capuchinos, así como de otras iglesias y parroquias de la ciudad.
Fernando de Yarza y Fernández Treviño (1841-1908) obtuvo el título en Madrid en el año 1866 y fue arquitecto diocesano, posición desde la que realizó proyectos de nueva planta y de rehabilitación como la Hermandad del Santo Refugio en la plaza San Pedro Nolasco o la segunda torre del Templo del Pilar, junto con Ricardo Magdalena. Como urbanista realizó el ensanche de Zaragoza por la Huerta de Santa Engracia.

## Biografía
José de Yarza y Echenique nació en 1876 siendo su padre el arquitecto José de Yarza y Fernández Treviño (1841-1908).
Estudió en la Escuela de Arquitectura en Barcelona y se licenció en 1901.
Fue nombrado arquitecto diocesano, situación desde la que trabajaría en abundantes edificios de carácter religioso.
Dirigió las obras para terminar la segunda torre de la Basílica del Pilar que habían sido iniciadas por su padre Fernando de Yarza y Fernández Treviño. Proyectó la consolidación de la cúpula central de la Basílica del Pilar.
En 1903 dirigió las obras de reparación de la iglesia de Zuera.
En 1903 construyó uno de los ejemplos más notables del Modernismo en Zaragoza, La Casa Juncosa en el Paseo de Sagasta, 11.
En 1907 junto con Luis la Figuera y Lezcano proyectó el edificio de La Caridad en Zaragoza.
En 1909 dirigió la reparación de la colegiata del Santo Sepulcro de Calatayud.
En 1911 fue nombrado Arquitecto Municipal del Ayuntamiento de Zaragoza, a lo que se dedicó en exclusividad desde entonces.
En 1913 redactó las nuevas ordenanzas de edificación de Zaragoza que estuvieron vigentes hasta 1939.
En 1914 y en colaboración con Teodoro Ríos Balaguer proyectó el edificio para la Asociación «Casa de Ganaderos», restauró el Palacio de la Lonja de Zaragoza y la plaza de las Catedrales.
En 1915 construyó el Grupo Escolar Gascón y Marín, de estilo neo-renacentista.
En 1916 reparó las cubiertas del Teatro Principal de Zaragoza.
Fue profesor de la Escuela de Artes Aplicadas de Zaragoza.
El 23 de agosto de 1920 José de Yarza y Echenique falleció asesinado en Zaragoza a los 44 años de edad cuando acudía a reparar personalmente el alumbrado público, en su calidad de arquitecto municipal, junto con un ingeniero del cuerpo municipal, César Boente, y un ayudante, Joaquín Octavio de Toledo, que también fallecieron en el atentado ejecutado por un anarco-sindicalista que defendía la huelga de los operarios. Durante días la ciudad les rindió honores. España, quedó conmocionada. En el actual Paseo de la Constitución de Zaragoza hay un monumento en nombre de los tres asesinados y víctimas del terrorismo. Antonio Machado escribió unos versos relacionados con esta historia.

## Reconocimientos
Miembro de la Real Academia de Bellas Artes de San Luis.
Tiene una calle dedicada en Zaragoza.

## Obra construida

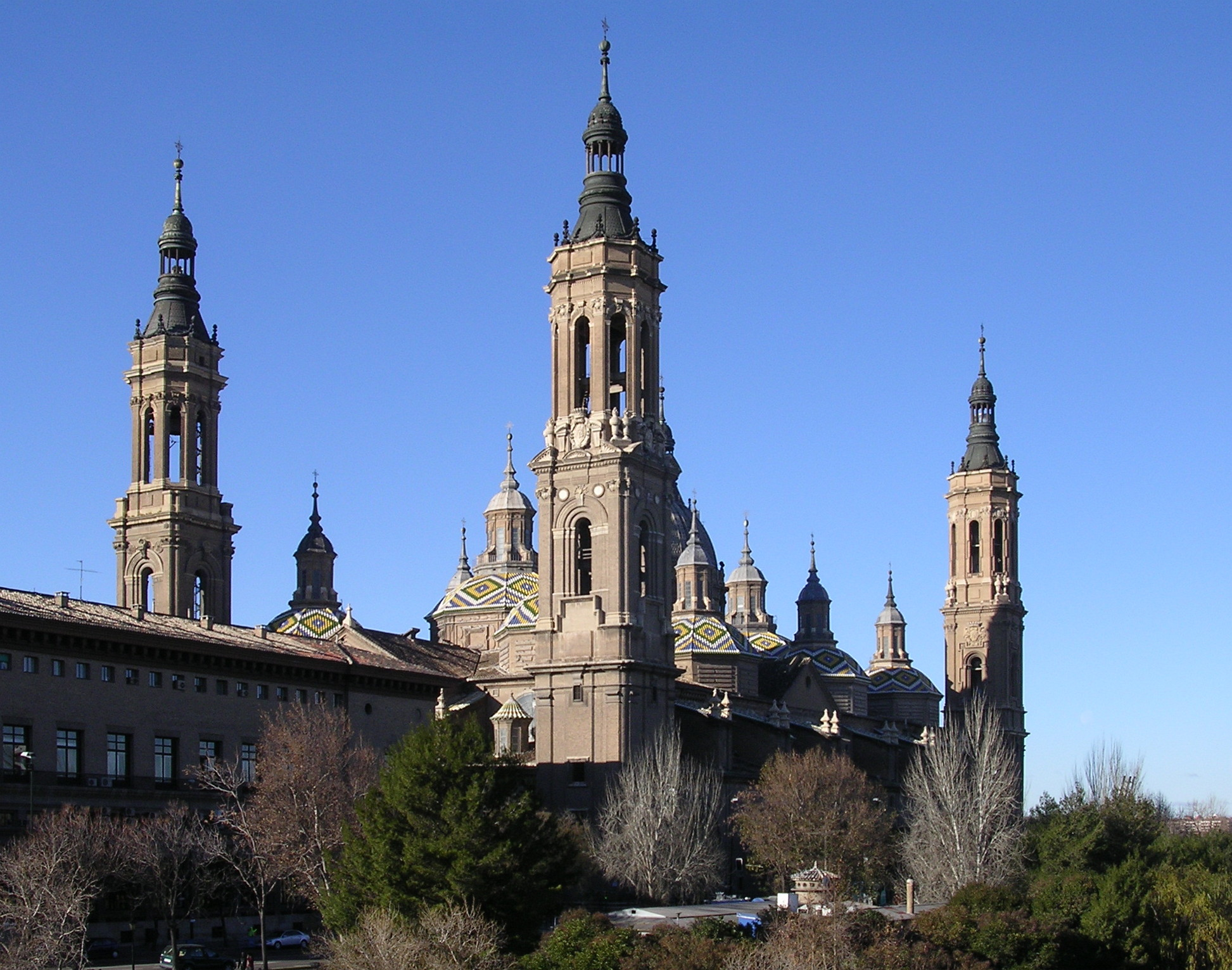
Terminó la segunda torre de la Basílica del Pilar.

- Con Ricardo Magdalena Tabuenca y Julio Bravo Folch construyó la torre sureste de El Pilar de Zaragoza entre 1903 y 1907.
- Reformas en el Teatro Principal de Zaragoza (1912 y 1916).
- Sede de la Casa de Ganaderos (1924).
- Reforma de la Plaza de las Catedrales (1915).
- Grupo Escolar Gascón y Marín (1915).
- Fachada de la Iglesia de las Escuelas Pías.
- Restauración del Templo del Santo Sepulcro de Calatayud.

### Casa Juncosa

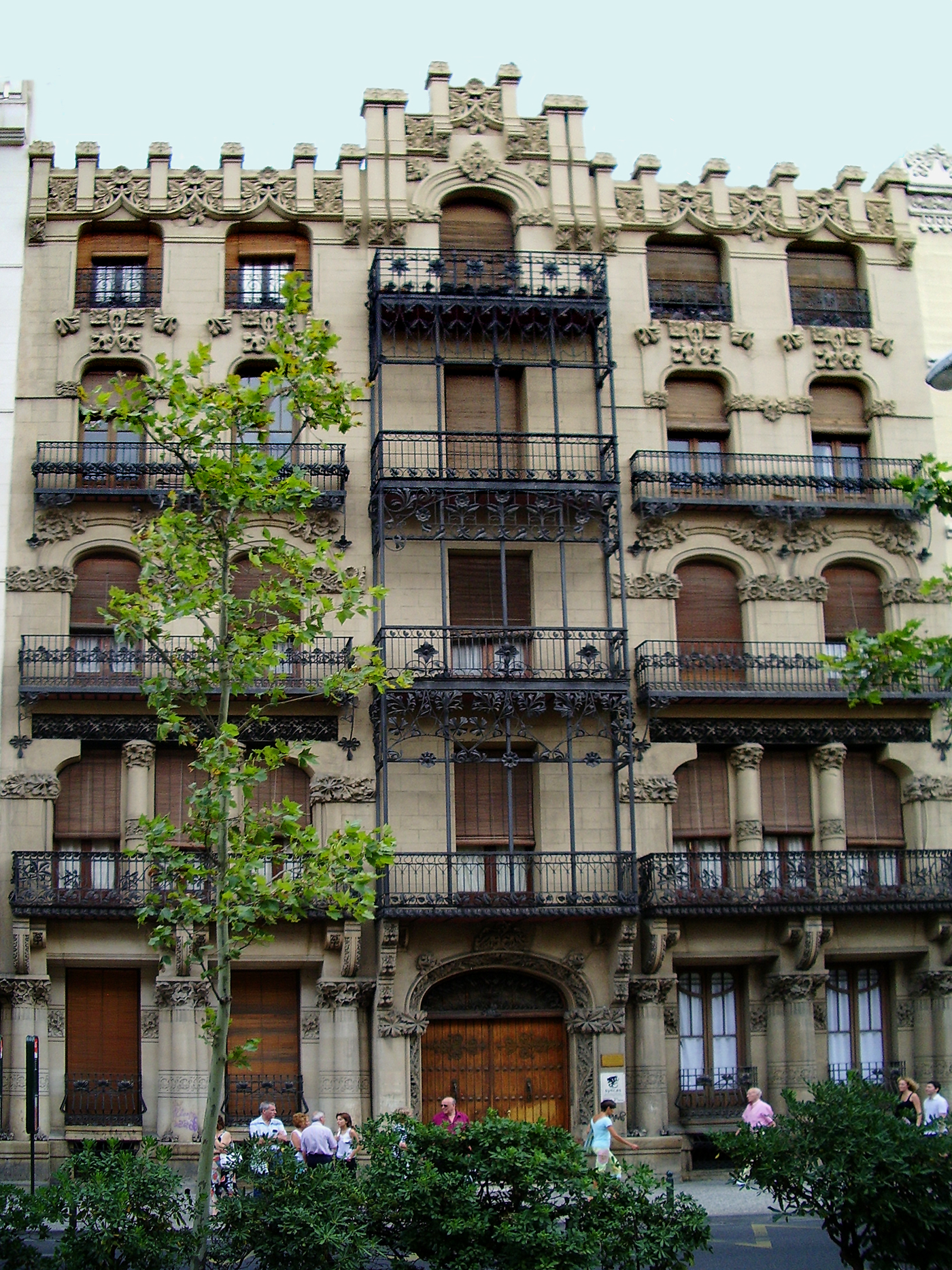
Casa Juncosa en el paseo de Sagasta, 11, Zaragoza.

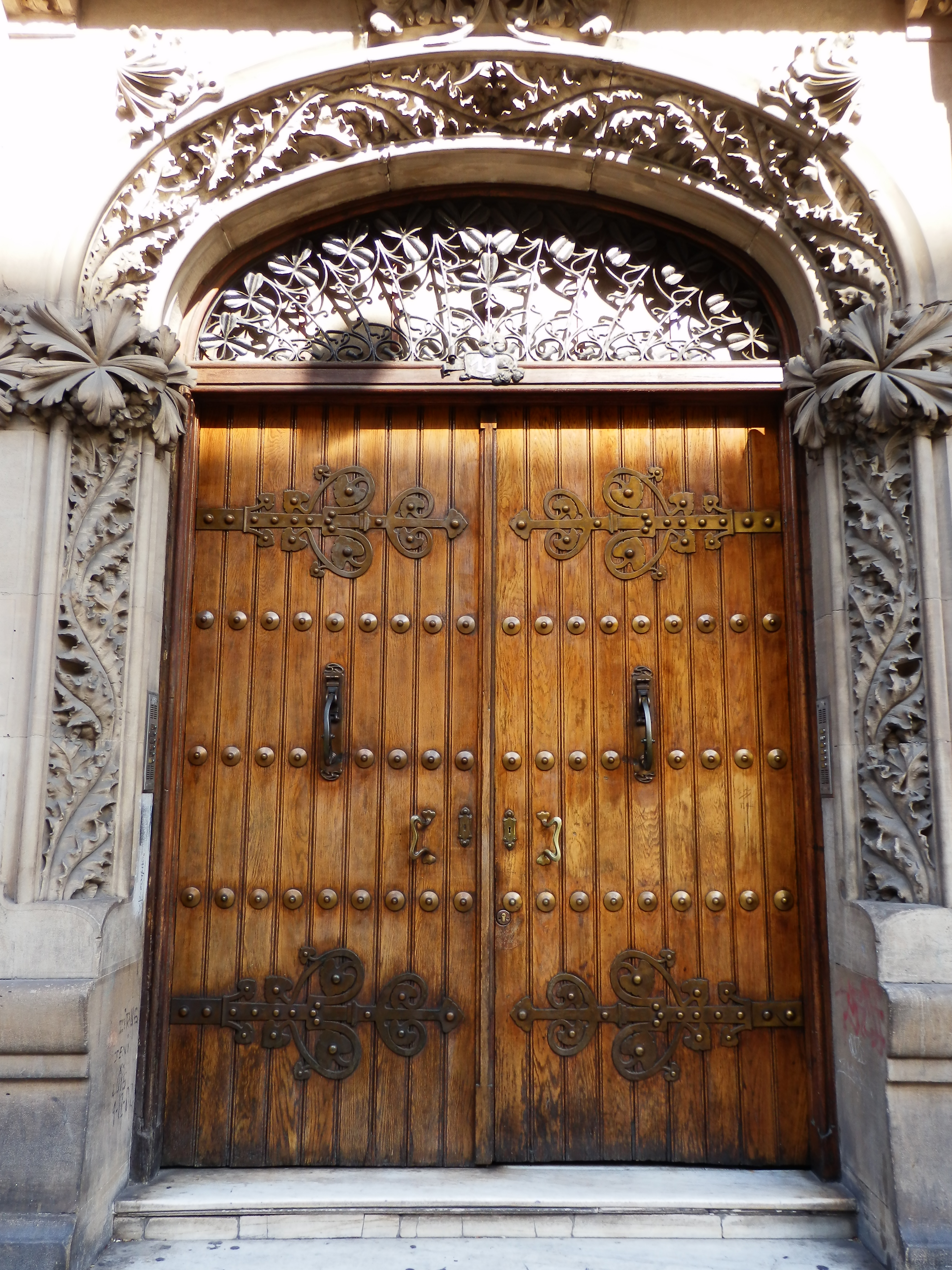
Casa Juncosa en Zaragoza.

La Casa de Julio Juncosa Sánchez se construyó en el paseo de Sagasta, 11, con arreglo al proyecto de 1903 del arquitecto José de Yarza y Echenique. En 1918, se hizo una reforma (ampliación) de vanos en la última planta, proyectada por Teodoro Ríos Balaguer.
Los trabajos de rejería fueron ejecutados por Pascual González de variado diseño modernista y magnífico acabado. Sobre una amplia parcela rectangular con patio posterior se sitúa la casa que consta de cinco plantas y semisótano, cuyos huecos afloran en la fachada compositivamente unidos a los de la planta baja (destinada a viviendas), conformando un solo vano adintelado entre soportes formados por triple haz de columnas con capiteles de decoración floral.
La fachada, está ejecutada exclusivamente a base de piedra, hierro y vidrio, lo que resultaba insólito en el panorama zaragozano. Su composición es marcadamente simétrica como reflejo y tributo a la estética ecléctica: hay un eje central formado por la puerta de ingreso, el mirador de hierro en saledizo y la parte central de la crestería superior, en piñón escalonado. A ambos lados los ejes laterales repiten la composición. El repertorio formal de vanos usado es notable por su variedad y belleza, destacando el magnífico portal en arco carpanel con una riquísima decoración tallada de cardinas con claros resabios del lenguaje goticista.
La decoración que aplica en general a toda la fachada se sitúa dentro del naturalismo floral modernista, de carnosa talla y variado diseño que se cubre capiteles, bandas, enjutas de arcos, cresterías del remate, etc., logrando un resultado excepcional. La rejería tiene una labor de forja de magnífico diseño y excelente acabado.
El tratamiento dado a los interiores, zaguán, caja de escaleras y decoración de las viviendas sobre todo la principal, con huecos de originalísimo diseño, vidrieras de motivos vegetales, soportes, ménsulas, esgrafiados, escayolas con un repertorio verdaderamente singular. Es la mejor obra conservada del modernismo zaragozano y un ejemplo de edificio de viviendas burguesas de gran suntuosidad.
Tiene un grado de protección de Interés Monumental (BIC).